# 60 Ft. Dolls
60 Ft. Dolls byla velšská rocková hudební skupina. Vznikla v roce 1993 v jihovelšském Newportu. Založili ji Richard Parfitt a Mike Cole a zanedlouho se ke skupině přidal bubeník Carl Bevan. Svůj první singl „Happy Shopper“ skupina vydala v roce 1994. Původně hráli jako předkapela například pro Dinosaur Jr, Oasis či obnovené Sex Pistols. V roce 1996 kapele vyšlo debutové album s názvem The Big 3. Druhé album Joya Magica vyšlo roku 1998. Nedlouho poté se skupina rozpadla.

## Diskografie
- The Big 3 (1996)
- The Big 3 (1998)